# Городенківський район
Городе́нківський райо́н — колишній район України на сході Івано-Франківської області, частина історичного Покуття. Районний центр: Городенка. Площа району 747,22 км². Утворено 1940 року. Ліквідований 2020 року. Увійшов до складу Коломийського району.

## Географія

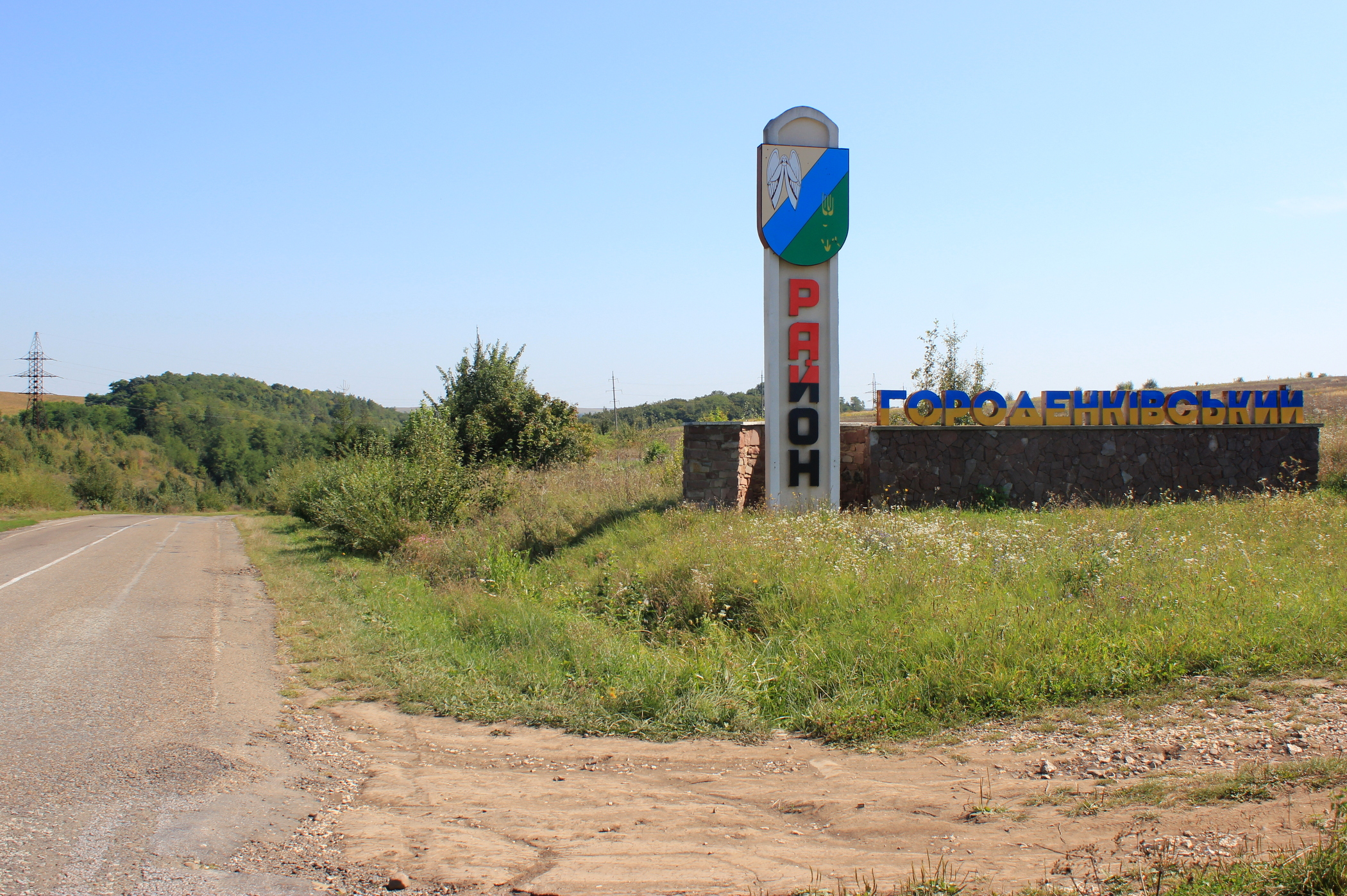

Городенківський район межує з Тернопільською та Чернівецькою областями. Територією району тече Дністер — одна з найбільших річок України.

### Природно-заповідний фонд
- Регіональні ландшафтні парки:

«Дністровський» (частина).
- Ботанічні заказники:

Могила, Обертинська Долина, Підбавки.
- Орнітологічні заказники:

Підбавки.
- Ботанічні пам'ятки природи:

Гора Червона, Неопалима купина, Папороть-листовик, Урочище Масьок (загальнодержавного значення), Чертяк.
- Геологічні пам'ятки природи:

Глушківські скелі.
- Комплексні пам'ятки природи:

Данчиця.
- Заповідні урочища:

Бабчиха-1, Бабчиха-2, Біля Маська, Біля нафтобази, Висока Могилка, Водички-1, Водички-2, Гнилище, Гостилів, Грабарка-1, Грабарка-2, Гречакова долина, Громовий міст, Заболотня, За горбом, За Даличівкою, За дорогою-1, За дорогою-2, За дорогою-3, За містком, За Тишківцями, Зброди, Кип'ячка, Кливчуки, Коло кринички, Копівчанка, Кормовий дворик, Крива, Крижовате-1, Крижовате-2, Крикливське, Кринички, Лисяче царство, Нижче Гологір, Олійнички-1, Олійнички-2, Осоки, Печірки, Піддовга-1, Піддовга-2, Піддовга-3, Піддовга-4, Під посадкою, Попове болото, Сіножаті-1, Сіножаті-2, Шкітяк.

## Історія
Район утворено 17 січня 1940 року з міста Городенка і ґмін Городенка, Тишковце і Чернятин Городенківського повіту. Указом Президії Верховної Ради УРСР 23 жовтня 1940 р. до Городенківського району передані Тишковецька, Олієво-Корнівська і Рашківська сільські ради Обертинського району.
14 січня 1959 р. Городенківський райвиконком ухвалив рішення про приєднання Топорівської сільради до Торговицької під приводом попереднього приєднання у грудні 1958 р. топорівського колгоспу ім. Лесі Українки до торговицкого колгоспу ім. Лесі Мартовича та приєднання Михальчівської сільради до Семаківської під приводом попереднього приєднання у грудні 1958 р. михальчівського колгоспу «Перемога» до семаківського колгоспу ім. Жовтневої Революції.
6 червня 1957 р. до Городенківського району приєднаний Чернелицький район, 30 грудня 1960 р. — Гвіздецький, Обертинський, Снятинський, Тлумацький райони і частина Отинянського. Сучасні межі району затверджені 4 січня 1965 року.
Облвиконкомом 17 березня 1986 року передано Гвіздецьку селищну і Старогвіздецьку сільську Ради Городенківського району до складу Коломийського району.

## Адміністративний устрій
Адміністративно-територіально район поділяється на 1 міську раду, 1 селишну раду та 31 сільську раду, які об'єднують 50 населених пунктів і підпорядковані Городенківській районній раді. Адміністративний центр — місто Городенка.

## Населення
Розподіл населення за віком та статтю (2001):
| Стать | Всього | До 15 років | 15-24 | 25-44 | 45-64 | 65-85 | Понад 85 |
| --- | ------ | ----------- | ----- | ----- | ----- | ----- | -------- |
| Чоловіки | 28 030 | 6090        | 3675  | 8401  | 6047  | 3648  | 169      |
| Жінки | 32 847 | 5786        | 3614  | 8099  | 7437  | 7342  | 569      |
| \| Статево-вікова піраміда \| Статево-вікова піраміда \| Статево-вікова піраміда \| \| ----------------------- \| ----------------------- \| ----------------------- \| \| Чоловіки \| Вік \| Жінки \| \| 169 \| 85 + \| 569 \| \| 269 \| 80-84 \| 889 \| \| 657 \| 75-79 \| 1772 \| \| 1258 \| 70-74 \| 2232 \| \| 1464 \| 65-69 \| 2449 \| \| 1466 \| 60-64 \| 2228 \| \| 1043 \| 55-59 \| 1484 \| \| 1627 \| 50-54 \| 1833 \| \| 1911 \| 45-49 \| 1892 \| \| 2271 \| 40-44 \| 2267 \| \| 2098 \| 35-39 \| 1960 \| \| 2006 \| 30-34 \| 1868 \| \| 2026 \| 25-29 \| 2004 \| \| 1899 \| 20-24 \| 1960 \| \| 1776 \| 15-20 \| 1654 \| \| 2346 \| 10-14 \| 2212 \| \| 2123 \| 5-9 \| 2011 \| \| 1621 \| 0-4 \| 1563 \| |        |             |       |       |       |       |          |
| Статево-вікова піраміда |        |             |       |       |       |       |          |
| Чоловіки | Вік    | Жінки       |       |       |       |       |          |
| 169 | 85 +   | 569         |       |       |       |       |          |
| 269 | 80-84  | 889         |       |       |       |       |          |
| 657 | 75-79  | 1772        |       |       |       |       |          |
| 1258 | 70-74  | 2232        |       |       |       |       |          |
| 1464 | 65-69  | 2449        |       |       |       |       |          |
| 1466 | 60-64  | 2228        |       |       |       |       |          |
| 1043 | 55-59  | 1484        |       |       |       |       |          |
| 1627 | 50-54  | 1833        |       |       |       |       |          |
| 1911 | 45-49  | 1892        |       |       |       |       |          |
| 2271 | 40-44  | 2267        |       |       |       |       |          |
| 2098 | 35-39  | 1960        |       |       |       |       |          |
| 2006 | 30-34  | 1868        |       |       |       |       |          |
| 2026 | 25-29  | 2004        |       |       |       |       |          |
| 1899 | 20-24  | 1960        |       |       |       |       |          |
| 1776 | 15-20  | 1654        |       |       |       |       |          |
| 2346 | 10-14  | 2212        |       |       |       |       |          |
| 2123 | 5-9    | 2011        |       |       |       |       |          |
| 1621 | 0-4    | 1563        |       |       |       |       |          |

Національний склад населення за даними перепису 2001 року:
| Національність | Кількість осіб | Відсоток |
| -------------- | -------------- | -------- |
| українці       | 60537          | 99,43 %  |
| росіяни        | 226            | 0,37 %   |
| поляки         | 37             | 0,06 %   |
| молдовани      | 19             | 0,03 %   |
| білоруси       | 16             | 0,03 %   |
| інші           | 46             | 0,08 %   |

Мовний склад населення за даними перепису 2001 року:
| Мова       | Кількість осіб | Відсоток |
| ---------- | -------------- | -------- |
| українська | 60632          | 99,59 %  |
| російська  | 195            | 0,32 %   |
| молдовська | 12             | 0,02 %   |
| інші       | 42             | 0,07 %   |

Населення — понад 55,5 тис. осіб станом на 1.02.2012 і 55 102 особи на 1 серпня 2013, густота населення — понад 74,5 мешканці на 1 км². Міське населення становило 19,7 % від всієї чисельності.
Населення району станом на січень 2015 року налічувало 54 329 осіб, з них міського — 11 045, сільського — 43 284 осіб.

## Політика
25 травня 2014 року відбулися Президентські вибори України. У межах Городенківського району було створено 57 виборчих дільниць. Явка на виборах складала — 73,87 % (проголосували 33 467 із 45 306 виборців). Найбільшу кількість голосів отримав Петро Порошенко — 68,24 % (22 839 виборців); Юлія Тимошенко — 11,93 % (3 992 виборців), Олег Ляшко — 10,10 % (3 381 виборців), Анатолій Гриценко — 3,70 % (1 238 виборців). Решта кандидатів набрали меншу кількість голосів. Кількість недійсних або зіпсованих бюлетенів — 0,66 %.

## Пам'ятки
У Городенківському районі перебувають на обліку 50 пам'яток архітектури

## Відомі люди

### Народилися
- Лесь Мартович, Торговиця — український письменник та громадський діяч.
- Бачинський Лев Васильович, Серафинці — віцепрезидент Національної Ради ЗУНР.
- Блаженний Микола́й (Чарне́цький), Семаківці — церковний діяч Української греко-католицької церкви, редемпторист, єпископ. Проголошений мучеником і блаженним УГКЦ.
- Хома Параска Петрівна, Чернятин — майстер народного розпису.
- Гультай Михайло Мирославович, Глушків — суддя Конституційного суду України.
- Стецюк Петро Богданович, Копачинці — суддя Конституційного Суду України.
- Ощипко Ігор, Серафинці — український футболіст, захисник львівських «Карпат», гравець національної збірної України.
- Кіндрачук Остап Юрійович, Котиківка — український кобзар, бандурист.
- Яхневич Орися Михайлівна, Семенівка — українська письменниця та поетеса. Лауреатка премій імені Тараса Мельничука, імені Леся Мартовича, імені Григорія Никифорука.
- Шухевич Степан Євгенович, Серафинці — український громадський і військовий діяч, отаман УСС, отаман УГА, стрий Романа Шухевича.
- Дідич Сергій Васильович, Стрільче — громадський активіст, сотник івано-франківської сотні на Євромайдані.
- Давимука Степан Антонович, Чернелиця — народний депутат України. кандидат технічних наук та доктор економічних наук.
- Нагірний Віталій — історик, науковець Яґеллонського університету.
- Пронь Леся Михайлівная, Михальче — українська поетеса, письменниця. Лауреатка Всеукраїнського літературного конкурсу ім. Леся Мартовича (2014), членкиня Національної спілки письменників України.
- Флор Саломон Михайлович, Городенка — чехословацький та радянський шахіст, шаховий журналіст і міжнародний арбітр.
- Андрусяк Михайло Миколайович, Вербівці — український письменник-прозаїк, публіцист, перекладач, лауреат Шевченківської премії.
- Круць Микола Федорович, Вікно — підприємець та політик. Почесний голова Правління ВАТ «Івано-Франківськцемент», народний депутат України 4-6 скликань.
- Бутницький Іван Миколайович, Вікно — ректор Тернопільського національного педагогічного університету у 1982–1984 роках.
- Станіслав Теодорович, Корнів — вірменин, громадський діяч, бургомістр м. Станіславів (зараз Івано-Франківськ).
- Сиротін Володимир Павлович, Дубка — український борець вільного стилю, бронзовий призер чемпіонату світу, бронзовий призер чемпіонатів Європи.
- Михайло Колодзінський, Поточище — визначний діяч УВО та ОУН, начальник Генерального штабу Карпатської Січі, Верховний Командант Збройних Сил Карпатської України, полковник.
- Михальчук Роман Васильович — майстер спорту міжнародного класу з гирьового спорту. Чотириразовий чемпіон світу, триразовий чемпіон колишніх союзних першостей, десятиразовий чемпіон Збройних  Сил. 30 разів установлював світові рекорди у своїй ваговій категорії, полковник.
- Кривко Володимир Іванович, Корнів — український оперний співак, баритон, соліст Львівського національного академічного театру опери та балету імені Соломії Крушельницької.
- Кривко Микола Іванович, Корнів — український художник монументально-декоративного мистецтва, живописець і графік.
- Туць Андрій Федорович, Корнів — український письменник, педагог і громадський діяч.
- Кіндрачук Надія Мирославівна, Стрільче — український історик, доктор історичних наук, доцент, експерт Національного агентства із забезпечення якості вищої освіти